# Masakr v Nemmersdorfu

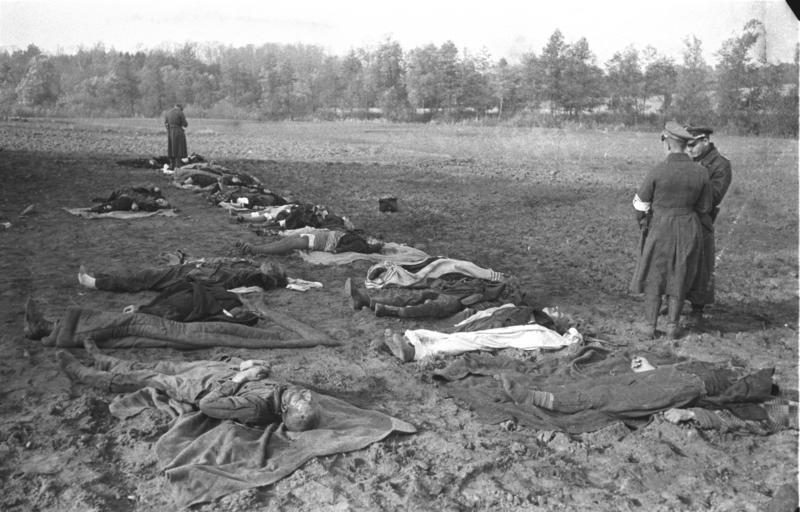
Exhumované oběti masakru v Nemmersdorfu

Masakr v Nemmersdorfu byl masakr německého civilního obyvatelstva vojáky Rudé armády na konci druhé světové války ve vesnici Nemmersdorf v tehdejším Východním Prusku (dnes Majakovskoje v Kaliningradské oblasti). Není přesně známo, co se přesně ve vesnici stalo, ani kolik lidí bylo zavražděno. Celá situace byla ale využita německou propagandou pro vykreslení krutosti sovětských vojáků a pro mobilizování rezerv z civilního obyvatelstva k odporu před postupující Rudou armádou.

## Předcházející události
Od září do listopadu 1944 probíhala na Východní frontě tzv. Baltická operace, která měla za cíl obsazení pobaltských států a především zajištění přístupu Rudé armádě k Baltskému moři. Útoky byly vedeny směrem na Rigu, Memmel (dnešní Klaipeda) a Talin a do 24. října 1944 byly všechny zmíněné přístavy pod ruskou kontrolou. Sovětům se dokonce podařilo poprvé od začátku války vstoupit na předválečné území Německa. Bylo to 18. října 1944. Rudá armáda se při podzimní ofenzívě probila do jihovýchodní části Východního Pruska a postoupila do hloubky 60 km. Zde se nacházela řeka Angerapp, přes kterou mohly tanky přejet jen na jediném místě v širém okolí, a to přes betonový most v Nemmersdorfu. Německé orgány nařídily dne 20. října 1944 evakuaci vesnic východně od řeky, a tak se přes most valily davy uprchlíků. Byl to důvod, proč most nebyl včas vyhozen do povětří. Samotný Nemmersdorf byl zemědělskou vesnicí spadající správně pod Gumbinnen (dnešní Gusev). Jako většina tehdejšího Východního Pruska byl obýván německým obyvatelstvem, které čítalo v roce 1939 637 lidí. Při incidentu byla již většina místních evakuována, takže ve vsi byli převážně starší nebo nemajetní lidé a uprchlíci, kteří přešli most na poslední chvíli.

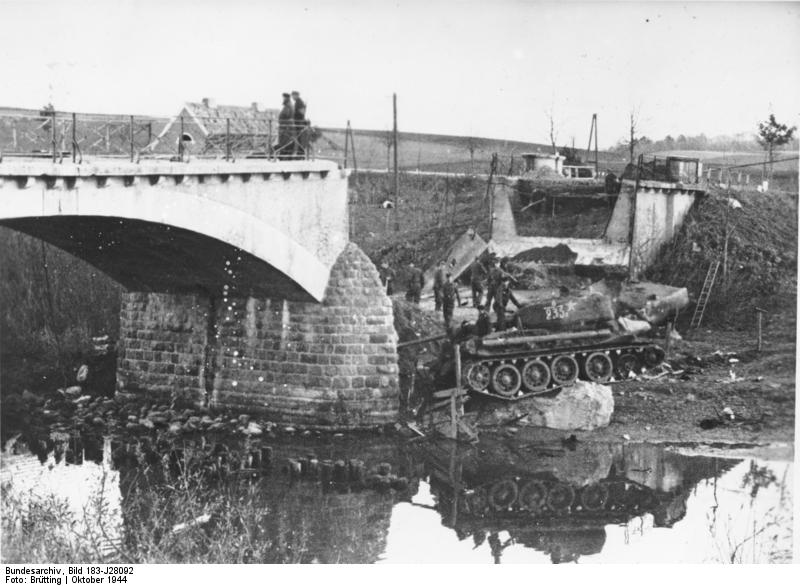
Zničený Nemmersdorfský most s havarovaným sovětským tankem T-34

## Masakr
Dne 21. října 1944 se probil druhý prapor 25. gardové tankové brigády sovětské 11. gardové armády přes most ve vsi a vytvořil si předmostí na jejím západním břehu. Wehrmacht se pokusil několikrát o protiútok, ale byl odražen sovětskými tanky a dělostřelectvem. Němci se rozhodli zničit most pomocí náletu. Sovětští vojáci se v rychlosti snažili ukrýt v místním improvizovaném bunkru, kde již ale bylo na 14 německých civilistů. Podle svědectví vyhnali vojáci civilisty ven z bunkru a z blízka všechny zastřelili. Co se dělo následných 48 hodin nikdo přesně neví. Ráno 23. října 1944 získal Wehrmacht kontrolu nad vesnicí zpět. Sověti před odchodem vyhodili betonový most do povětří.

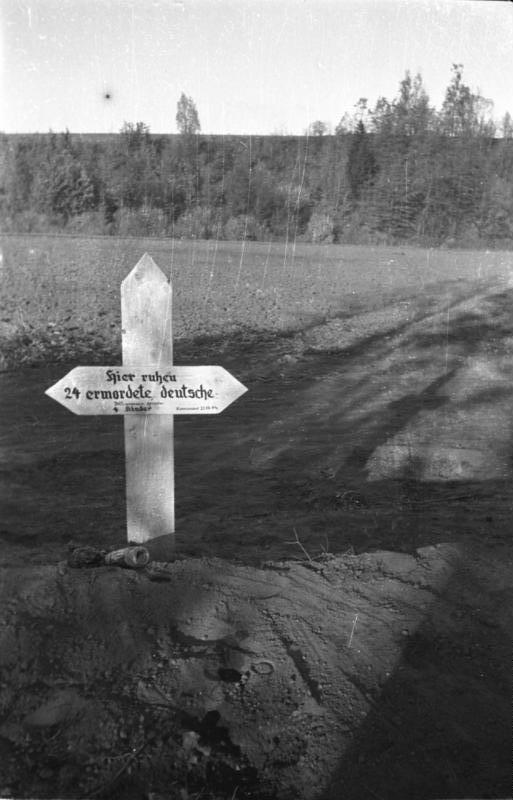
Křížek na společném hrobu obětí masakru

## Vyšetřování a nacistická propaganda
Všichni mrtví byli kvůli teplu pohřbeni do hromadného hrobu. Za několik dní ale byla všechna těla kvůli vyšetřování exhumována. Němci po objevení mrtvých civilistů zorganizovali mezinárodní komisi, které měla celou událost vyšetřit. Do jejího čela byl dosazen Estonec Hjalmar Mäe a přizváni byli pozorovatelé z dalších neutrálních států, a to ze Španělska, Švédska a Švýcarska. Komise si vyslechla zprávu zdravotníků, podle kterých byly všechny oběti před smrtí znásilněny. Mezinárodní odezvu ale komise zařídit nedokázala. Nezávisle na vyšetřování využilo německé ministerstvo propagandy celou událost ve svůj prospěch a spustilo obrovskou mediální kampaň. Ve nacistických stranických novinách Völkischer Beobachter a filmovém týdeníku Deutsche Wochenschau začaly vycházet zprávy o desítkách mrtvých německých civilistech a o 50 zabitých neozbrojených válečných zajatcích z Francie a Belgie. Z Německa byli vysláni do Nemmersdorfu novináři, kteří se vraceli s hrůzostrašnými svědectvími. Podle nich bylo zavražděno na 72 civilistů. Všechny ženy ve věku od 8 do 84 let byly před smrtí znásilněny. Civilisté byli mučeni, křižováni na stěnách stodol a následně zastřeleni. Někteří měli být dokonce ubiti polními lopatami. Plátna kin a novin zaplavily fotky mrtvých dětí a znásilněných žen.
Cílem celé kampaně bylo zfanatizovat německé vojáky v boji proti Sovětům a zvýšit počet dobrovolníků hlásících se do Volkssturmu (německé domobrany). I přes vyšší počet dobrovolníků se tížený výsledek nedostavil. Naopak ve Východním Prusku propukla panika, která zvedla vlnu uprchlíků mířících, co nejdál od blížící se fronty. Paradoxně tak byly přetíženy všechny dopravní uzly, které by jinak mohla používat armáda a zpomalil se přísun jednotek a materiálu na frontu.

## Poválečné vyšetřování
Po válce se vyšetřování ujal americký tribunál sídlící v Neu-Ulm. Však zprávy ohledně masakru již žily vlastním životem a svědectví byla silně ovlivněna německou propagandou. Tribunál tak k žádnému výsledku nedošel. Celý incident se stal v Západním Německu symbolem utrpení německého obyvatelstva z bývalých východních území. Ve Východním Německu byla celá událost tabuizována a prezentována jako čistá nacistická propaganda. Dodnes ruská strana odmítá jakoukoliv zodpovědnost za střelbu do civilistů v Nemmersdorfu.
Objektivního posouzení se celá událost dočkala až po pádu SSSR a sjednocení Německa v 90. letech s přispěním německého historika Bernharda Fische.[zdroj?] Bylo prokázáno, že masakr byl využit nacistickou propagandou za účelem vyvolání civilního odporu proti postupující Rudé armádě. Taktéž bylo prokázáno, že fotky mrtvých pocházely z různých míst a ne jenom z Nemmersdorfu.[zdroj?]
Nikdy nebude zřejmě zcela jasné, co se v Nemmersdorfu v říjnu 1944 stalo. Podle posledních výzkumů vojáci Rudé armády pravděpodobně zabili 14 německých civilistů před bunkrem, ale dalších zmiňovaných zvěrstev se nedopustili.[zdroj?] Celá událost je ale i tak pro Němce velmi emotivní záležitostí.